# Husz Ödön
Husz Ödön (Poprádfelka, 1879. október 31. – Budapest, 1965. szeptember 15.) biológus, természettudományos szakíró, tankönyvíró.

## Életpályája
A késmárki evangélikus főgimnáziumban érettségizett, egyetemi tanulmányait Budapesten, Lipcsében és Jénában végezte, Németországban az evolucionista biológus Ernst Haeckel tanítványa volt. 1902-től 1922-ig Désen középiskolai tanár, 1923–1926 között a kolozsvári Református Leánygimnázium igazgatója, majd tanára, 1940 után újra Désen gimnáziumigazgató 1943-ig. 1944. márciusától a Szolnok-Doboka című hetilap szerkesztőbizottságának tagja, az Erdélyi Múzeum-Egyesület választmányi tagja, az Erdélyi Kárpát-Egyesület alelnöke. Ismeretterjesztő írásait a Pásztortűz, Erdélyi Múzeum és Erdély közölte.

## Munkái
- Gyakorlati bevezetés a biológiába. Módszeres vezérfonal biológiai gyakorlatokhoz. I. Növénybiológia (Dés 1915);
- Állattan biológiai alapon (Gelei Józseffel, tankönyv, Kv. 1927);
- Növénytan középiskolák felső osztályai számára (Kv. 1930); Általános biológia középiskolák felső osztályai számára (Kv. 1932).

## Lásd még
- Biológiai szakirodalom Erdélyben
- Tankönyvkiadás Romániában

## További irodalom
- Megemlékezés Husz Ödönről [1879–1965] iskolánk volt biológia tanáráról és igazgatójáról. Cselényi Béla, Horváth Attila, Kabán Ferenc, Lengyel Ferenc, Mezei Zoltán, ifj. Szabó T. Attila előadásai. Az 1973. március 1–3-án tartott módszertani-tudományos ülésszak munkálatai. A 3. számú Líceum szakszervezeti csoportjának kiadása. Kolozsvár 1973.